# اندیشه و هنر
مجلهٔ اندیشه و هنر نخستین و یکی از مطرح‌ترین جُنگ‌های هنری-ادبی دههٔ سی الی پنجاه ایران بود. شمارهٔ اول اندیشه و هنر در فروردین سال ۱۳۳۳ منتشر شد و مسؤول و مدیر آن ناصر وثوقی بود. از اندیشه و هنر پنج دوره (۱۳۳۳–۱۳۵۳)، پنجاه شماره، و با انقطاع منتشر شد.
اندیشه و هنر که به‌صورت گاهنامه منتشر می‌شد از نشریات متین روشنفکری آن سال‌ها بود اندیشه و هنر، در شماره‌های نخستین عمدتاً به مباحث اقتصادی-سیاسی می‌پرداخت و عنایت چندانی به هنر، به‌ویژه شعر نداشت. بعدها، از نیمهٔ دوم دههٔ سی است که به هنر روی آورد.

## دورهٔ اول
اندیشه و هنر در سال ۱۳۳۳ شروع به کار کرد. در این دوره جُنگ صدف - جُنگ وفاداران به آرمان‌های انقلابی حزب تودهٔ ایران - تحت مدیریت محمود اعتمادزاده بود نیز آغاز به کار و شروع به نصیحت روشنفکران نومید می‌کند. اندیشه و هنر نیز که نخستین نشریهٔ جدی و عمیق پس از کودتای ۲۸ مرداد بود در این دوره با جنگ صدف همراه است. جنگ صدف به روشنفکران توصیه می‌کند که دست از ابتذال بشویند و همچون گذشته زندگی سالم در پیش گیرند. آنها بدبینی و اعتیاد و سرگشتگی را نتیجهٔ فردگرایی دانسته و بهترین شاعران را شاعرانی می‌دانند که از این انحراف دور مانده و هنوز با امیدواری انقلابی سخن می‌گویند.
در فهرست مطالب شمارهٔ اول اندیشه و هنر (سال اول، فروردین ۱۳۳۳) مطالب ذیل را می‌بینیم:
بودن یا نبودن، مسئله این است (سرمقاله)؛ کار ما «از نهفته» شعری از گلچین گیلانی؛ ملی‌شدن صنایع نفت مکزیک، ناصر وثوقی؛ پنجره‌های کور، اصغر حاج‌سیدجوادی؛ یک غزل از مولوی؛ بودا، شعری از فریدون کار؛ ژوزه والازانتی؛ مکتب‌دار، صبحی؛ مارکو پولو، و اسمعیلیه (اسماعیلیه)، مرتضی مدرسی چهاردهی؛ شمه‌ای از سرگذشت فلسفه، ترجمهٔ صدر؛ نوروز-روز نو، علی شهیدزاده؛ غم این خفتهٔ چند، شعری از نیما یوشیج؛ مکتب موسیقی ایران و حنانه، غ-ب؛ ناتورالیسم زولا؛ ذخیرهٔ بزرگ (بحث سیاسی-اقتصادی)؛ هنر جدید در نقاشی و ژرژ براک، بهمن محصص؛ پیر لوتی، امیر پیشداد؛ انتقاد کتاب، پاک.
در بخش‌هایی از سرمقالهٔ نخستین شمارهٔ اندیشه و هنر (که نشانگر دیدگاه زیبایی‌شناختی و سیاسی و اقتصادی نخستین نشریهٔ فرهنگی پس از کودتای ۲۸ مرداد بود) آمده‌است:
نخستین شمارهٔ اندیشه و هنر هنگامی منتشر می‌شود که نقاش زمان صفحهٔ کهنه‌ای از تاریخ ملت ما را تمام کرده‌است و صفحهٔ تازه‌ای را برای رنگ‌آمیزی نامعلوم [که منظور کودتاست] باز می‌کند.
می‌گویند کیفیت تمدن و سطح فرهنگ هر ملتی را باید از کمیت تماشاخانه‌ها، موزه‌ها، کتابخانه‌ها و دانشگاه‌های آن ملت شناخت. اگر این فرمول را برای شناختن تمدن و فرهنگ ملت خود قبول کنیم به این نتیجه می‌رسیم که ما فرهنگ درخشانی نداریم و تمدن ما نه آنچنان غنی و پرمایه است که بتوان حسابی برای آن در بین تمدن‌های کنونی بازکرد. [...] عوامل زیادی راه را بر تاریخ پیشرفت ما از قرون سابق بسته بود، امروز اگرچه این عوامل اصالت خود را در شکوه و عظمت تمدن ایرانی و ریشه‌های عمیق آن از دست داده‌است، مع‌هذا آثار و بقایای آن به صورت عرف و عادات بسیار مبتذل و سخیف، بزرگ‌ترین ابزار کار و وسیلهٔ پیشرفت اجانب گردیده‌است. هرجا که بیگانگان، به قصد چپاول و استثمار پا می‌گذارند جنبه‌های عقب‌افتاده و ارتجاعی عقاید و آداب را تقویت می‌کنند [...]

تغییر این شرایط غیرعادی مستلزم کاری پردامنه و همه‌جانبه است [...] ما گوشه‌ای از این کوشش و تلاش را با انتشار اندیشه و هنر بر عهده گرفته‌ایم. شناخت اندیشه و هنر مترقی و تازه و شناساندن آن به جوانان و روشنفکران وظیفه و هدف اساسی این مجله است [...] با مشکلات کار نیز آشنایی داریم و می‌دانیم جبهه‌هایی از داخل و خارج برای نابودی استقلال ملت ما در فعالیت‌اند و خواه‌ناخواه عناصری منسوب که به این دستگاه‌های مخرب هستند در آتیه خود را با ما روبه‌رو می‌بینند و ناچار قلم ما برای مقابله با کسانی که در لباس میش نقش گرگ را بازی می‌کنند وظیفهٔ خطیری بر عهده دارد، اما در هر حال چه باید کرد، مسئله به‌قول شکسپیر در بودن و نبودن است [...]
آخرین شمارهٔ دورهٔ نخست این نشریه (شمارهٔ ۵) در مرداد سال ۱۳۳۳ منتشر شد و طی این مدت بیش از هر شاعری از جمال شهران، شاعر مجموعهٔ «رقص بر ساحل» شعر چاپ کرد.
دیگر شاعران دورهٔ اول نشریهٔ اندیشه و هنر: گلچین گیلانی، فریدون کار، نیما یوشیج، ت. چ. گورکین، نادر نادرپور و محسن هشترودی بودند.

## دورهٔ دوم
در سال ۱۳۳۴ مجلهٔ اندیشه و هنر پس از ده ماه تعطیلی، مجدداً در خرداد ماه تجدید انتشار یافت. نخستین شمارهٔ دورهٔ دوم اندیشه و هنر (شمارهٔ ۶) پس از ده ماه تعطیل و توقف، در خرداد ۱۳۳۴ منتشر شد. در سرمقالهٔ این شماره تحت نام «راه آیندهٔ ما» می‌خوانیم:
مجلهٔ اندیشه و هنر که اینک پس از چند ماه تعطیل دوباره نشر می‌یابد، همچون گذشته یک مجلهٔ هنری و انتقادی است. برای کار این دورهٔ مجله و کیفیت و نوع مطالب هنری و اجتماعی که در آن آورده خواهد شد نویسندگان و همکاران مجله خط مشی معین و ترتیب و شرایطی پیش‌بینی کرده‌اند که اکنون با خوانندگان مجله در میان می‌گذارم:
اندیشه و هنر یک مجلهٔ هنری و اجتماعی است که به‌طور مطلق از امور سیاسی و مسایل روز دوری خواهد کرد و سر و کاری با این کارها ندارد و به همین لحاظ که تریبون آزادی برای نشر و عرضهٔ افکار و عقاید هنری و فلسفی و اجتماعی می‌باشد به شخص معین یا دستهٔ معین یا حزب معین یا طرز تفکر خاصی که در اجتماع خارج تجسم یا مظهری دارد وابستگی و تمایل نخواهد داشت و هر هنرمندی یا متفکری (به شرطی که هنرمند و متفکر مترقی باشد) می‌تواند با مجله همکاری بنماید. [...]
در زمینهٔ هنر مجله تریبون آزادی برای طرفداران هنر کهنه و نو نخواهد بود. نویسندگان این مجله بی‌آن‌که کوچکترین شبهه دربارهٔ ارزش هنر و ادب کلاسیک ایران داشته باشند تقلید از آن را در این روزگار کاری باارزش نمی‌شمرند و مروج فکر و هنر نو خواهند بود. به این معنی که در صفحات مجله هیچ اثری با شکل کهنه یا فکر کهنه درج نمی‌شود. ممکن است بعضی مکتب‌های هنر و آثار فکری در اروپا به کهنگی گراییده باشد لیکن برای فکر ایرانی و تقویت ذهن هنرمندان جوان ما که از آن بی‌خبر هستند مایه و خمیرهٔ تازه دربرداشته باشد. اندیشه و هنر به همین لحاظ و فقط به منظور شناسایی معرف آن افکار و آثار هنری و مبدعین آن خواهد بود.

[...] عظمت بزرگانی که مایهٔ مباهات ایران هستند در این بود که نیاز معنوی روزگار خود را هر چه بهتر و زیباتر برآوردند و در زمان خود به هنر و ادب آن عصر روح و جمال تازه بخشیدند. [...] هیچ مکتب هنری یا هیچ‌یک از آثار و شاهکارهای جاویدان هنرمندان را نمی‌توان سرحد و غایت جهش فکر و احساس آدمی دانست.
فعالیت اندیشه و هنر از دورهٔ دوم به بعد در حوزهٔ هنر بیشتر می‌شود؛ اگرچه هنوز نیروی تعیین‌کننده‌ای در شعر نو نیست.

## دورهٔ سوم
دورهٔ سوم اندیشه و هنر که از شهریور ۱۳۳۷ منتشر شد و تا فروردین ۱۳۳۹ ادامه یافت، به لحاظ ادب و هنر نو، پربارتر از دوره‌های پیشین بود؛ اگرچه از هنرمندان ایرانی کمتر اثری در آن چاپ می‌شد.
در سرمقالهٔ نخستین شمارهٔ دورهٔ سوم اندیشه و هنر، در علت عدم انتشار مرتب مجله می‌خوانیم که:
انتشار مرتب یک مجلهٔ هنری و انتقادی در محیطی که تلاش معاش فرصتی برای مردم باقی نمی‌گذارد کار آسانی نیست. اما تنها تلاش معاش نیست که سدی در راه این تکاپوی فکری و اجتماعی به وجود می‌آورد [...] راه ناهموار است. اسباب و لوازم در دسترس نیست. دلمردگی و یأس بر جسم و روح صاحبان فضیلت مستولی گردیده‌است. [...] در مقابل همهٔ این‌ها خرده‌گیری و عیب‌جویی غرض‌آلود و چشم‌بسته هست. کارشکنی و دشمنی هست و انتشار یک شعر یا اثر هنری خودبه‌خود بعضی را ناراحت می‌کند… تنگ‌چشمی‌ها، حقد و حسادت [...]
مطالب مرتبط با شعر نو در دورهٔ سوم اندیشه و هنر، ترجمهٔ شعری از «فریدریش ویلهلم نیچه» با نام «بر کوهستان‌های بلند»؛ ترجمهٔ موزون شعر بسیار مشهور «سفر» شارل بودلر؛ و بحث دامنه‌دار «انحطاط هنری» بود.
شعر «سفر» را حسن هنرمندی ترجمه کرده بود. (۲:۴۶۷) این ترجمهٔ موزون و مقفا سرمشق بسیاری از شاعران آن روز ایران قرار گرفت.
تا شمارهٔ پنجم دورهٔ سوم اندیشه و هنر مطالب چشمگیری پیرامون شعر نو دیده نمی‌شود. در شمارهٔ پنجم، سرمقاله‌ای احساساتی-امریه‌ای، همچون مقالات کبوتر صلح، تحت عنوان «انحطاط هنری» علیه رمانتیک‌ها و سمبولیست‌ها (دو سبک مسلط دههٔ سی) چاپ می‌شود که بعداً علی‌اصغر حاج‌سیدجوادی و دیگرانی آن را پی می‌گیرند.
در بخش‌هایی از این مقاله - که نشانگر وضع عمومی روحیهٔ جامعه و هنرمندان و وضع نقد در ایران است - می‌خوانیم:
هنر ایران در این سال‌های اخیر [که شاعران برجسته‌ای چون احمد شاملو، فروغ فرخزاد، سهراب سپهری، اخوان ثالث،... را پرورش داده‌است] دچار انحطاط و سیری قهقرایی شده‌است و شیوه‌های انحطاطی در افکار نویسندگان، شاعران، نقاشان و موزیسین‌ها - یا لااقل کسانی که خود را از این گروه می‌پندارند - رسوخ می‌یابد. در این سال‌ها کشور ما نه شخصیت برجسته در هنر پرورانده و نه یک اثر بزرگ هنری و جهانی به وجود آورده. مدعیان هنر که سال‌های دراز به تدریس زبان و ادبیات فارسی پرداخته‌اند وقتی دست به تصحیح و استنساخ دیوان متقدمین می‌زنند رسوایی و روسیاهی به بار می‌آورند، هنگامی که ترجمهٔ یک اثر ادبی بیگانه همچون «تریستان و ایزوت» یا «رومئو و ژولیت» عهده می‌گیرند دچار چنان سهو و خطاهای دستوری می‌شوند که کودکان دبستانی را به خنده وامی‌دارند [...] پیدا کردن علل این انحطاط شاید کار دشواری نباشد. اجتماع ما با همهٔ مظاهر زندگی اقتصادی، شاخصی گویا و رسا برای این ابتذال به‌شمار می‌آید. در اجتماع امروز یک جنبش و حرکت سریع به سوی تکامل مشاهده نمی‌شود. تکاپوی نسل جوان در جهت تأمین زندگی و استقرار خود، آرام، مأیوسانه و توأم با شیوه‌های محافظه‌کارانه و قدیمی است. [...]
پس از درگذشت نیما یوشیج فقط جُنگ اندیشه و هنر (دورهٔ سوم، شمارهٔ نهم، فروردین ۱۳۳۹) بود که شماره‌ای را به او اختصاص داد؛ دیگران به خبری اکتفا کردند. فهرست مطالب اندیشه و هنر به قرار ذیل بود:
سرمقاله؛ شمع سوخته (یادداشتی مرثیه‌وار از خواهر نیما - نیکیتا)؛ مفاوضهٔ مولانا عقیل و جناب آلامد دربارهٔ خنیاگر کوهستان، محرّر و محشّی؛ پرویز داریوش؛ آن تک که بر همه اولی است، نبود (شعر) پرویز داریوش؛ دو نامه از نیما؛ مرحوم نیما یوشیج چه‌کاره بود؟ از تندرکیا؛ عروسک کوکی (شعر)، فروغ فرخزاد؛ چهار شعر از نیما؛ نیما پیر ما (شعر) محمود موسوی؛ عصیان مقدس نیما، غلامحسین غریب؛ فصولی پراکنده دربارهٔ این‌که نیما مردی بود مردستان، مهدی اخوان ثالث؛ کلمه‌ای چند دربارهٔ نیما، غلامعلی سیّار.

## دورهٔ چهارم
چهارمین دورهٔ اندیشه و هنر در سال ۱۳۳۹ (مهرودی) منتشر شد. در این دوره جز چاپ چند شعر از اخوان و شاملو و فروغ و نقدواره‌ای بر آخر شاهنامه، چندان به شعر نو نپرداخت.
در سال ۱۳۴۰ اندیشه و هنر در شمارهٔ آبان ماه ویژه‌نامه‌ای برای شعر نو منتشر می‌کند که البته با پاسخ‌های تندرکیا تقریباً پر می‌شود.

## دورهٔ پنجم
شمیم بهار در اویل دههٔ چهل همراه با آیدین آغداشلو در دورهٔ پنجم مجلهٔ اندیشه و هنر مشغول کار شد و در طی سال‌های ۱۳۴۴ تا ۱۳۴۷ سرپرستی بخش ادبیات و هنرهای این مجله را به عهده گرفت. وی این نشریه را تبدیل به مجالی برای تجربهٔ نوگرایی و نوجویی در داستان‌نویسی معاصر ایرانی کرد و کوشید معیارهای نقد ادبی جدید غرب را در بررسی داستان‌نویسی ایران به کار گیرد.
از اندیشه و هنر سه شماره در سال ۱۳۴۱ منتشر می‌شود: اردی‌بهشت، شهریور، دی.
شمارهٔ اردی‌بهشت مطلبی از دکتر تندرکیا دارد با نام «تحول صوری شعر فارسی»؛ با همان نثر و نظر، و شمارهٔ شهریور، مقاله‌ای از اخوان ثالث دارد به نام «نقطهٔ تحول» که به‌نوعی تحول شعر را از دهخدا تا نیما بررسی کرده‌است. این مقاله نکتهٔ تازه‌ای نسبت به مقالات پیشین اخوان نداشت.
در سال ۱۳۴۲ از اندیشه و هنر دو شماره - ۷ و ۸ - در تیر و مهر ۱۳۴۲، و یک شماره در بهمن ماه منتشر شد. اگرچه شمارهٔ هشتم (مهر ۴۲) اندیشه و هنر، یکسر دربارهٔ هنر و شاعری است ولی بحثی دربارهٔ شعر نو ندارد؛ همچنان‌که آن دو شمارهٔ دیگر.
اندیشه و هنر که از اولین نشریات هنری-اجتماعی ترقی‌خواه پس از کودتای ۲۸ مرداد بود و به علل مختلف به‌طور نامرتب منتشر می‌شد، پس از ویژه‌نامه‌ای که برای پرتو دکتر تندرکیا انتشار داده بود، شمارهٔ دوم دورهٔ جدیدش (دورهٔ پنجم) را به احمد شاملو اختصاص می‌دهد.
در این شماره، بعد از یادداشتی از سردبیر، تحت نام «شاعر این روزگار» و دو شعر از زیباترین اشعار شاملو - «سرود پنجم» و «آیدا در آینه» می‌خوانیم:
حرف‌هایی از ا. بامداد؛ بحثی با ا. بامداد؛ شاعری [مقاله‌ای از احمد شاملو]؛ حاشیه‌ای بر شعر معاصر [مقاله‌ای از احمد شاملو]؛ شعر عاشقانهٔ ا. بامداد (از احسان مژده و ا. روشن)؛ جست‌وجو در معنی اشعار باغ آینه (از پوران صلح‌کل)؛ نگرانی شاعر به پیرامونش (از ناصر وثوقی)؛ قالب شعر ا. بامداد (از فرامرز خیبری (آیدین آغداشلو))؛ اشارتی چند بر سرود پنجم (از م. ی) نامه‌ای از م. امید؛ یادداشت‌هایی دربارهٔ ادبیات و هنر امروز ایران - الف: شعر) (از فرامرز خیبری و احسان مژده)؛ کتاب‌گُزاری (از ح. لیچ‌ئیم - ا. روشن و بهمن فرسی)؛ نقاشی (از آیدین آغداشلو)؛ تئاتر، سینما (از ف. پیامی).
مقالات این شمارهٔ اندیشه و هنر تماماً قابل توجه و خواندنی است، ولی جالب‌ترین مطلب از شخص احمد شاملو است با نام «حاشیه‌ای بر شعر معاصر» که راجع به شعر سپید - که خود از پیشگامان و یگانه تثبیت‌کنندهٔ آن بوده‌است -. او در بخشی از مقاله (که پیشتر در سال ۱۳۳۹ در مجلهٔ فردوسی چاپ شده بود با لحنی که به نظر می‌رسد سخنانش بیشتر از سر خستگی کلنجار رفتن با مخالفین بوده باشد) سخن می‌گوید.
بعد از دورهٔ پنجم اندیشه و هنر که دیگر شمیم بهار در آن نبود، این نشریه دیگر وزن سابق را نداشت و افول کرد تا در سال ۱۳۵۳ توقیف شد. تنها در سال سال ۱۳۵۹ یک شماره از آن بیرون آمد.

## دورهٔ ششم
از سال ۱۳۸۸ دوباره نشریه با مسئولیت ناصر وثوقی، مدیر مسؤول اولیه و با شکل و شمایل دیگر منتشر شده‌است.

## پی‌نوشت
1. ↑  جواهری گیلانی، تاریخ تحلیلی شعر نو، ۲:‎ ۴۸.
2. ↑  جواهری گیلانی، تاریخ تحلیلی شعر نو، ۳:‎ ۲۱.
3. ↑  جواهری گیلانی، تاریخ تحلیلی شعر نو، ۳:‎ ۹۸.
4. ↑  جواهری گیلانی، تاریخ تحلیلی شعر نو، ۳:‎ ۱۳۵.
5. ↑  جواهری گیلانی، تاریخ تحلیلی شعر نو، ۳:‎ ۱۸۶.
6. ↑  جواهری گیلانی، تاریخ تحلیلی شعر نو، ۳:‎ ۳۹۳.
7. ↑  جواهری گیلانی، تاریخ تحلیلی شعر نو، ۳:‎ ۴۹۵.
8. ↑  جواهری گیلانی، تاریخ تحلیلی شعر نو، ۲:‎ ۴۸.
9. ↑  جواهری گیلانی، تاریخ تحلیلی شعر نو، ۲:‎ ۴۸.
10. ↑  جواهری گیلانی، تاریخ تحلیلی شعر نو، ۲:‎ ۱۷.
11. ↑  جواهری گیلانی، تاریخ تحلیلی شعر نو، ۲:‎ ۴۸.
12. ↑  جواهری گیلانی، تاریخ تحلیلی شعر نو، ۲:‎ ۲۴.
13. ↑  جواهری گیلانی، تاریخ تحلیلی شعر نو، ۲:‎ ۲۴.
14. ↑  جواهری گیلانی، تاریخ تحلیلی شعر نو، ۲:‎ ۲۴.
15. ↑  جواهری گیلانی، تاریخ تحلیلی شعر نو، ۲:‎ ۲۴.
16. ↑  جواهری گیلانی، تاریخ تحلیلی شعر نو، ۲:‎ ۴۸.
17. ↑  جواهری گیلانی، تاریخ تحلیلی شعر نو، ۲:‎ ۴۸.
18. ↑  جواهری گیلانی، تاریخ تحلیلی شعر نو، ۲:‎ ۴۸.
19. ↑  جواهری گیلانی، تاریخ تحلیلی شعر نو، ۲:‎ ۴۸.
20. ↑  جواهری گیلانی، تاریخ تحلیلی شعر نو، ۲:‎ ۴۹.
21. ↑  جواهری گیلانی، تاریخ تحلیلی شعر نو، ۲:‎ ۴۹.
22. ↑  جواهری گیلانی، تاریخ تحلیلی شعر نو، ۲:‎ ۴۹.
23. ↑  جواهری گیلانی، تاریخ تحلیلی شعر نو، ۲:‎ ۴۹.
24. ↑  جواهری گیلانی، تاریخ تحلیلی شعر نو، ۲:‎ ۵۰.
25. ↑  جواهری گیلانی، تاریخ تحلیلی شعر نو، ۲:‎ ۵۰.
26. ↑  جواهری گیلانی، تاریخ تحلیلی شعر نو، ۲:‎ ۵۱.
27. ↑  جواهری گیلانی، تاریخ تحلیلی شعر نو، ۲:‎ ۱۱۷.
28. ↑  جواهری گیلانی، تاریخ تحلیلی شعر نو، ۲:‎ ۱۲۰.
29. ↑  جواهری گیلانی، تاریخ تحلیلی شعر نو، ۲:‎ ۱۲۰.
30. ↑  جواهری گیلانی، تاریخ تحلیلی شعر نو، ۲:‎ ۱۲۰.
31. ↑  جواهری گیلانی، تاریخ تحلیلی شعر نو، ۲:‎ ۱۲۰.
32. ↑  جواهری گیلانی، تاریخ تحلیلی شعر نو، ۲:‎ ۱۲۱.
33. ↑  جواهری گیلانی، تاریخ تحلیلی شعر نو، ۲:‎ ۱۲۱.
34. ↑  جواهری گیلانی، تاریخ تحلیلی شعر نو، ۲:‎ ۱۲۲.
35. ↑  جواهری گیلانی، تاریخ تحلیلی شعر نو، ۲:‎ ۴۶۶.
36. ↑  جواهری گیلانی، تاریخ تحلیلی شعر نو، ۲:‎ ۴۶۶.
37. ↑  جواهری گیلانی، تاریخ تحلیلی شعر نو، ۲:‎ ۴۶۶.
38. ↑  جواهری گیلانی، تاریخ تحلیلی شعر نو، ۲:‎ ۴۶۶.
39. ↑  جواهری گیلانی، تاریخ تحلیلی شعر نو، ۲:‎ ۴۶۷.
40. ↑  جواهری گیلانی، تاریخ تحلیلی شعر نو، ۲:‎ ۴۶۸.
41. ↑  جواهری گیلانی، تاریخ تحلیلی شعر نو، ۲:‎ ۴۶۸.
42. ↑  جواهری گیلانی، تاریخ تحلیلی شعر نو، ۲:‎ ۴۶۸.
43. ↑  جواهری گیلانی، تاریخ تحلیلی شعر نو، ۲:‎ ۵۳۵.
44. ↑  جواهری گیلانی، تاریخ تحلیلی شعر نو، ۲:‎ ۵۳۵.
45. ↑  جواهری گیلانی، تاریخ تحلیلی شعر نو، ۲:‎ ۵۵۰.
46. ↑  جواهری گیلانی، تاریخ تحلیلی شعر نو، ۲:‎ ۶۱۵.
47. 1 2 3  نویسندگان فراموش شده - شمیم بهار: گزارش جلسه بررسی آثار شمیم بهار، از سلسله نشست‌های نقد انتشارات افراز، تهیهٔ گزارش: احسان عسکریان، چهارشنبه ۲۹ اردی‌بهشت ۱۳۸۹
48. ↑  جواهری گیلانی، تاریخ تحلیلی شعر نو، ۳:‎ ۲۲.
49. ↑  جواهری گیلانی، تاریخ تحلیلی شعر نو، ۳:‎ ۲۲.
50. ↑  جواهری گیلانی، تاریخ تحلیلی شعر نو، ۳:‎ ۱۰۲.
51. ↑  جواهری گیلانی، تاریخ تحلیلی شعر نو، ۳:‎ ۱۳۵.
52. ↑  جواهری گیلانی، تاریخ تحلیلی شعر نو، ۳:‎ ۱۳۶.
53. ↑  جواهری گیلانی، تاریخ تحلیلی شعر نو، ۳:‎ ۱۳۶.
54. ↑  جواهری گیلانی، تاریخ تحلیلی شعر نو، ۳:‎ ۱۳۶.